# Трошкеев, Юрий Анатольевич
Юрий Анатольевич Трошкеев (29 июля 1939 — 13 ноября 2014, Гродно, Белоруссия) — советский и белорусский театральный актёр, заслуженный артист РСФСР.

## Биография
Окончил Новосибирское театральное училище. Работал в Омском театре юного зрителя, считался одним из ярких омских актеров 1970-80-х гг. Исполнял роль Подколесина в гоголевской «Женитьбе», еврея Маргулиса в пьесе-хронике «Время, вперёд!», в постановке «Синие кони на красной траве» играл Владимира Ильича Ленина, причём без грима.
Затем — в Русском драматическом театре Литвы, Рязанском драматическом театре, Гомельском областном драматическом театре, Гродненской областной филармонии. С 1997 г. — в Гродненском областном драматическом театре, где создал Театр одного актёра.

## Театральные работы
- «Драма из-за лирики» Г. Полонского,
- «Здравствуйте, наши папы!» Р. Отколенко,
- «Время — вперёд!» В. Катаева,
- «Жестокость» П. Нилина,
- «Синие кони на красной траве» М. Шатрова,
- «Эй, ты, здравствуй!» Г. Мамлина,
- «Женитьба» Н. В. Гоголя,
- Рогволод («Рогнеда и Владимир» А.Дударева),
- Мужчина («Четыре новеллы о любви» Г.Горина),
- Моноспектакли: «С любимыми не расставайтесь», «Смех и слёзы, и любовь», «А поутру они проснулись», «Помните через года».